# Vaivre-et-Montoille
Vaivre-et-Montoille is een gemeente in het Franse departement Haute-Saône (regio Bourgogne-Franche-Comté). De plaats maakt deel uit van het arrondissement Vesoul. Vaivre-et-Montoille telde op 1 januari 2022 2.436 inwoners.

## Geografie
De oppervlakte van Vaivre-et-Montoille bedroeg op 1 januari 2022 8,48 vierkante kilometer; de bevolkingsdichtheid was toen 287,3 inwoners per km².

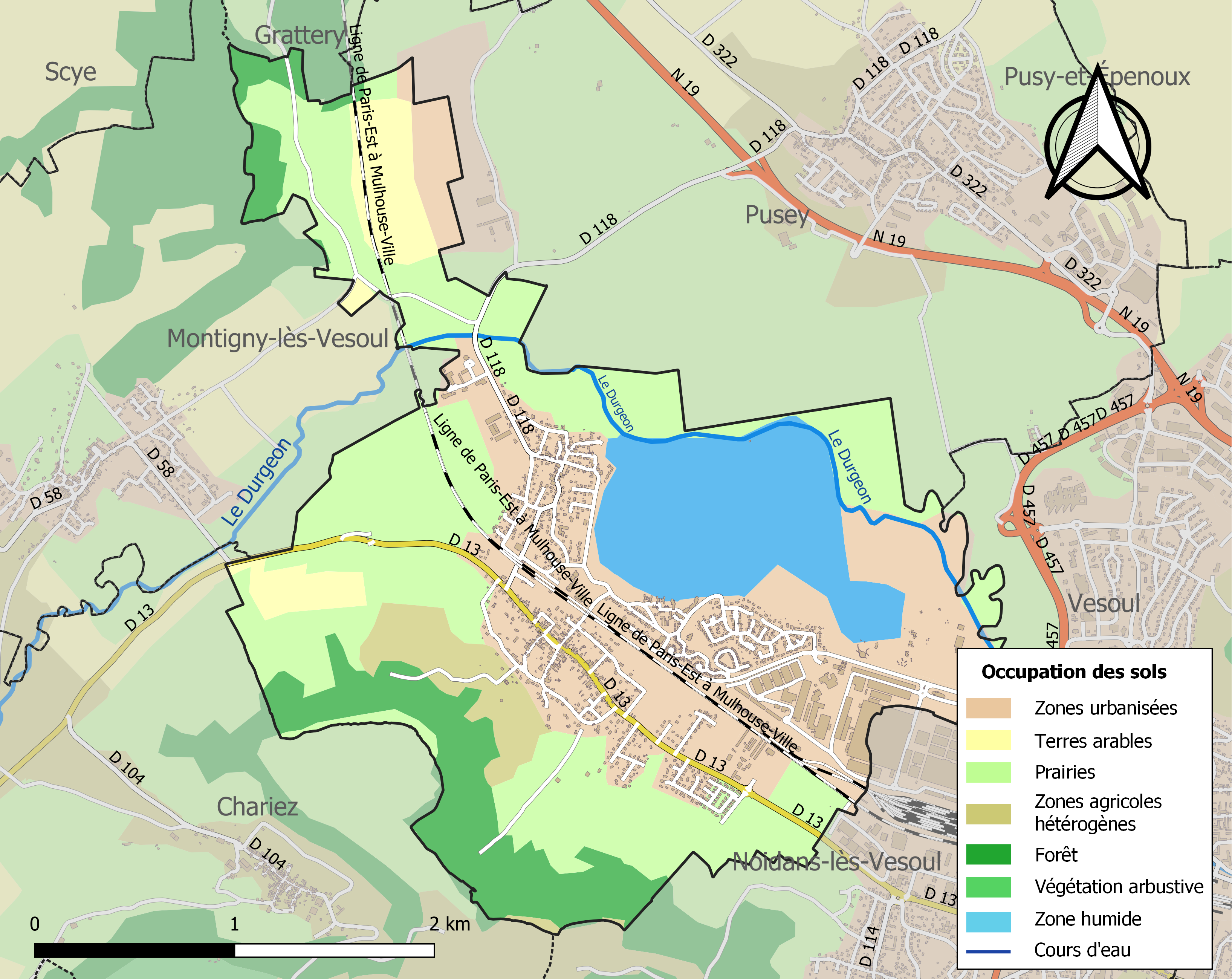
Kaart van de gemeente met de belangrijkste infrastructuur, bodemgebruik en omliggende gemeenten

## Demografie
Onderstaande figuur toont het verloop van het inwonertal (bron: INSEE-tellingen).